# Kompressor (ljudteknik)

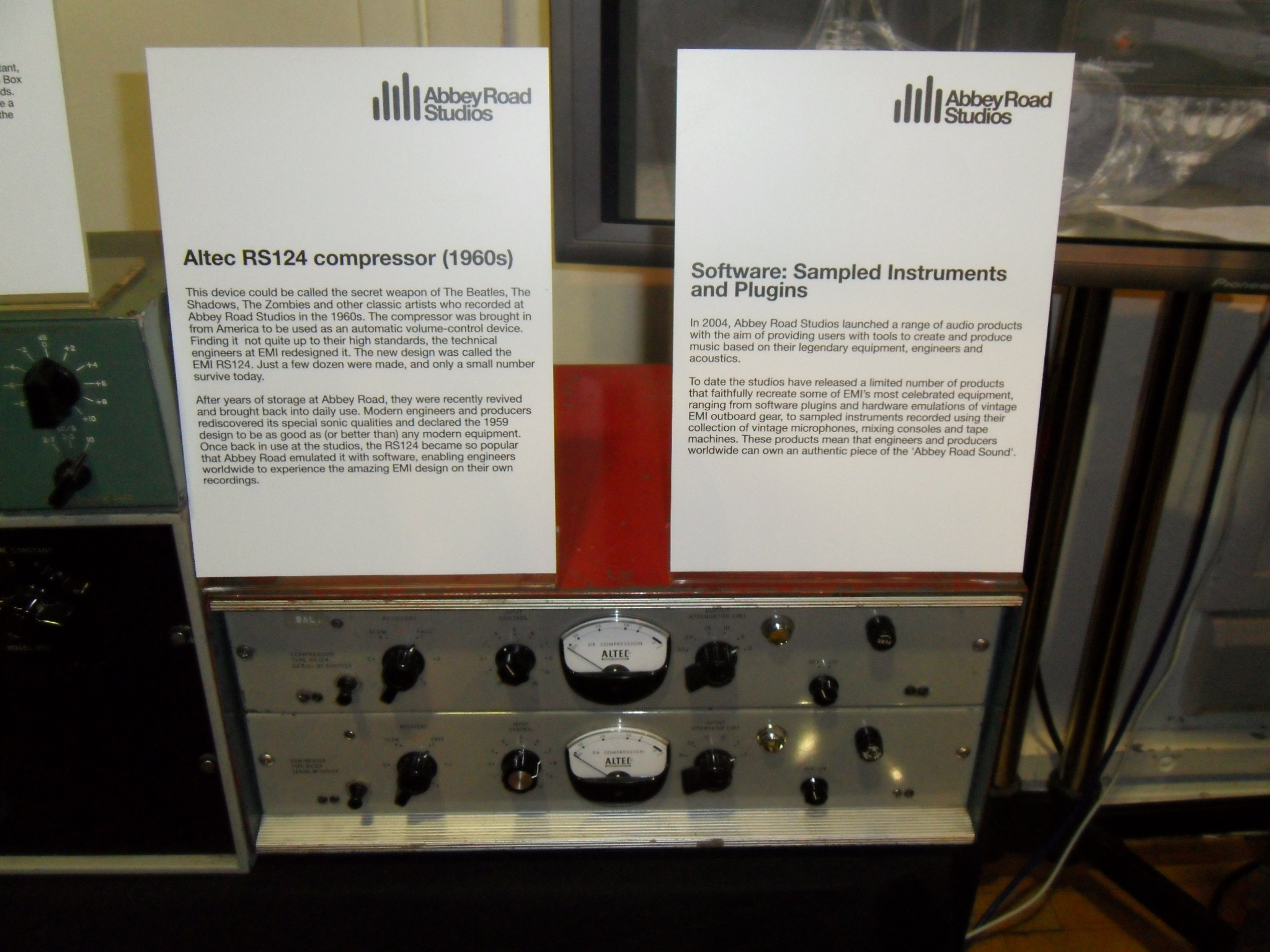
Altec RS124 compressor (1960-talet)

En kompressor, beroende på funktion även kallad limiter eller till exempel "maximizer", är inom ljudtekniken ett ljudbearbetningsverktyg för att ljudnivåmässigt trycka ihop en ljudsignal. En kompressor har ett så kallat threshold-värde (tröskel), där användaren av kompressorn anger vilken dynamiknivå kompressorn ska arbeta på. Det ljud som går över denna thresholdnivå i volym bearbetar kompressorn.

## Användningsområden
Genom att använda en kompressor kan en jämnare ljuddynamik erhållas och därmed få en genomsnittligt högre ljudvolym. TV och radio komprimerar allt ljud som går ut, både för att jämna ut dynamiken och för att få ut en högre ljudnivå. Framförallt kommersiella radiokanaler komprimerar sitt ljud mycket för att erhålla en högre ljudvolym. Under 2000-talet har kompressorn som en hörbar musikalisk effekt blivit vanlig, då den kan ge en pumpande effekt som påminner om ett överdrivet radiosound men i en mer kontrollerad form.
Vid ljudmixning är kompressorn ett av de främsta verktygen. Den används på ljudkanaler eller ljudgrupper för att få en jämnare ljudkaraktär och möjligen ge musiken mer nöje, inte bara av att kompressorn kan ge mer driv, utan även för att kompressorn skapar karaktär i sin bearbetning. Olika instrument och inspelningsmetoder kan påverka hur den ljudmixande använder kompressorn.

## Parametrar
Kompressorn har i ett normalt fall flera parametrar som kan ställas in:
- Threshold-nivån, vilken övre dynamiknivå kompressorn ska arbeta på.
- Ratio, som säger hur hårt kompressorn ska pressa den signal som bearbetas. Ett ratiovärde på 10 och över brukar kallas limit, då den nästan trycker ned allt som går över thresholdnivån.
- Attack, hur snabbt kompressorn ska börja arbeta då ljudet går över thresholdnivån.
- Release, hur snabbt kompressorn ska släppa upp kompressionen då ljudet går under thresholdnivån.
- Output/gain, hur mycket kompressorn ska förstärka utsignalen, efter att den blivit komprimerad.

## Funktioner

### Side chain-kompression
Side chain-kompression är en funktion som finns på vissa kompressorer. Vid side chain-kompression används två ljudkanaler där den ena kanalen påverkar den andra. Den ena kanalens dynamik läser kompressorn, och då kompression skall ske utförs det på den andra kanalen. Denna funktion kan användas för att framhäva slag, som till exempel framhävning av en bastrumma genom att sänka rundliggande instrument som gitarrmattor med mycket bas som annars maskerar slagen. Det används också till exempel av DJ:s vid spelningar, då volymen på musiken sänks när DJ:n talar i mikrofonen. Side chain kan även användas i musikstilen house för att få en effekt som gör att en bastrumma tar över syntarna. 

### Multiband-kompressor
En multibandskompressor är flera kompressorer som komprimerar på olika frekvensband samtidigt. Multibandskompressorn kan komprimera signalen hårdare då olika frekvenser kan innehålla olika dynamik, till exempel påverkar inte bastrummans stora dynamiska toppar de högre frekvenserna som kan vara av jämnare dynamisk karaktär.

### Bandkompression
Bandkompression (tape saturation) är något som sker när ett magnetiskt bandmedium börjar gå över klippningsgränsen. Bandkompressionen kan ses som ett mellanting mellan distorsion och kompression, ju mer ljudet överstyrs, desto större distorsionseffekt. Då bandkompressionen har distorsionsegenskaper skapar den många nya övertoner och det brukar talas om att bandkompression ger värme i ljudet.

### "Maximizer"
Maximizer, en kompressortyp som i namnet ofta innehåller ordet "maximizer" (som Loudness Maximizer eller Ultramaximizer, men kan likgärna ha ett namn som Mastering compressor). Kompressortypen är en parametermässigt enklare typ av kompressor med limiterkaraktär, ofta med enbart en parameter; threshold-parametern. Maximizern kompenserar automatiskt upp volymen med motsvarande decibel som thresholdnivån ligger på. Maximizern används oftast i masteringsammanhang.

## Kompression i olika situationer

### Musikljudmix
Kompression används i musikljudmixning för att göra ljudbilden jämnare, skapa mer driv och karaktär. Olika typer av kompressorer ger olika typer av karaktärer, och precis som med de flesta ljudbearbetningseffekter väljer därför ljudtekniker ofta kompressortyp med omsorg för att få sin eftersträvande karaktär. Kompressorn skapar normalt även en sammanhållen ljudbild, vilket gör att de bearbetade ljuden låter mer enhetliga.
Inom inspelad klassisk musik (konstmusik) eller annan musik som behöver stor dynamik används kompressorer oftast ganska sparsamt.

### Radio
Det ljud som sänds över radio komprimeras främst av två saker, volymhöjning och för att skapa likformighet på alla de typer av ljud som förekommer. Oftast används multibandskompression och ljudet blir i många fall mycket odynamisk, vilket möjliggör att ljudet kan spelas upp ganska lågt på uppspelningsplatsen; lyssnaren kan fortfarande höra alla detaljer på denna volym.

### Konsumentprodukter
De flesta videokameror för konsumentbruk komprimerar det inspelade ljudet för att jämna ut ljuddynamiken; normalt sett går det inte att stänga av denna funktion. Ljudkompression används även på vissa konsumentprodukter som DVD-spelare och cd-spelare vid uppspelning av ljud.

### Speakerröst
I många fall där en neutralt låtande speakerröst talar (till exempel i ett nyhetsinslag) används lagom mängd kompression för att få rösten att låta jämn och naturtrogen. I andra fall, till exempel vissa typer av radiospeakers, filmtrailerspeaker eller en speakerröst i ett radio- eller TV-reklaminslag används extrem kompression för att skapa en ytterst speciell karaktär på rösten. Ofta är rösten djup och uppfattas med hjälp av den extrema kompressionen som ännu djupare. Även om andra effekter kan kompletteras till denna effekt så ger kompressorn det mest karaktärsgivande inslaget.